# Luanvi
Luanvi es una empresa española textil fabricante de ropa deportiva, cuya sede se encuentra en Paterna, España. Fue creada a principios de los años 1970. El nombre de la empresa viene del nombre de los tres fundadores (Luis, Antonio y Vicente). Esta empresa ha patrocinado a clubs históricos del fútbol español como el Real Zaragoza, el Valencia CF y el Albacete Balompié.

## Historia
Luanvi, empresa creada a principio de los 70, toma el nombre de sus tres fundadores (Luis, Antonio y Vicente) y se dedica en sus inicios a la producción y comercialización de disfraces. Hasta que en 1972, con un cambio de estrategia comercial, pasa a la fabricación de equipaciones de fútbol. En 1977 se crea el logotipo del abeto, basado en el concepto de naturaleza y medio ambiente. Vicente Tarancón, uno de sus tres fundadores, falleció en noviembre de 2024, víctima de la DANA.

### Años 90
En los 90 llegaron las esponsorizaciones de equipos de élite de fútbol, baloncesto y balonmano, con los que Luanvi estuvo presente en Olimpiadas, Mundiales, Europeos y competiciones de prestigio como la UEFA Champions League.

### Equipos de élite
En el fútbol español, Luanvi ha vestido a grandes equipos como son el Valencia C.F., el Real Zaragoza, el Villarreal C.F., el Granada C.F., el Levante U.D., el C.D. Tenerife y el Deportivo Alavés, entre muchos otros.
En sala son el Aspil-Vidal Ribera Navarra y el Jaén Paraíso Interior los que lucen, actualmente, las equipaciones en la Liga Nacional de Fútbol Sala.
En el baloncesto nacional viste al Valencia Basket y ha vestido a otros como el TDK Manresa, el Baloncesto Fuenlabrada, el Lagun Aro GBC y C.B. Lucentum Alicante.